# Pseudonicsara ornata
Pseudonicsara ornata är en insektsart som först beskrevs av Brunner von Wattenwyl 1898.  Pseudonicsara ornata ingår i släktet Pseudonicsara och familjen vårtbitare. Inga underarter finns listade i Catalogue of Life.